# Johann Engelhard (Wirtschaftswissenschaftler)
Johann Engelhard (* 1950) ist ein deutscher Wirtschaftswissenschaftler.

## Leben
Engelhard absolvierte von 1966 bis 1967 eine kaufmännische Lehre. Nach dem Abitur am Jakob-Fugger-Gymnasium Augsburg (1971) studierte er von 1971 bis 1975 Sozialökonomie an der Universität Augsburg. Im Anschluss war er kurzzeitig Assistent der Geschäftsführung eines mittelständischen Unternehmens. Engelhard wechselte er als wissenschaftlicher Mitarbeiter von Klaus Macharzina an die Universität Hohenheim. 1983 wurde er zum Dr. oec. promoviert.
1990 folgte die Habilitation und der Ruf auf den Lehrstuhl für Internationales Management an der Otto-Friedrich-Universität Bamberg. 1996 war er Gastprofessor an der Universität Straßburg. Er ist Herausgeber der Schriftenreihe MIR-Edition im Gabler Verlag.
Engelhard war vielfältig in hochschulpolitischen Gremien aktiv. So war er von 2000 bis 2004 Prorektor für Lehre und Studierende der Otto-Friedrich-Universität Bamberg. Von 2011 bis 2013 war er Dekan der Fakultät Sozial- und Wirtschaftswissenschaften und von 2008 bis 2013 Vorsitzender des Wirtschafts- und Sozialwissenschaftlichen Fakultätentages.

## Schriften (Auswahl)
- Entwicklungsorientierte Personalpolitik. Theoretische Grundlagen und empirische Untersuchung (= Schriften zur Betriebswirtschaft, Unternehmensführung und Verwaltung. Band 5). Gabler, Wiesbaden 1984, ISBN 3-409-13832-3.
- Exportförderung. Exportentscheidungsprozesse und Exporterfolg (= mir-Edition). Gabler, Wiesbaden 1992, ISBN 3-409-13744-0.